# Otto Brower
Pour les articles homonymes, voir Brower.
Otto Brower est un réalisateur et acteur américain, né le 2 décembre 1895 à Grand Rapids (Michigan) et mort le 25 janvier 1946 à Los Angeles, dans le quartier d'Hollywood.

## Biographie
Otto Brower débute au cinéma comme acteur, dans Excuse My Dust de Sam Wood (avec Wallace Reid et Ann Little), sorti en 1920. Il apparaît dans deux autres films muets d'Irvin Willat, On the High Seas (1922, avec Dorothy Dalton et Jack Holt) et La Force du sang (1923, avec Malcolm McGregor, Billie Dove et Lon Chaney).
Il devient assistant-réalisateur de Dorothy Arzner (sur Ten Modern Commandments, 1927) et de William A. Wellman (sur Tu ne tueras point, 1928), puis réalisateur sur Avalanche (titre original), avec Jack Holt et Olga Baclanova, sorti en 1928.
En tout, il dirige (parfois en collaboration avec des confrères) une quarantaine de films américains — notamment pour la Paramount Pictures —, dont des westerns (comme L'Attaque de la caravane en 1931, coréalisé par David Burton, avec Gary Cooper et Lili Damita). Sa dernière réalisation est Behind Green Lights (avec Carole Landis et William Gargan), film sorti le 15 février 1946, trois semaines après sa mort prématurée, d'une crise cardiaque.
Durant sa carrière, Otto Brower est également réalisateur de seconde équipe, le plus souvent non crédité, sur vingt films (à partir de 1935), dont certains bien connus — tel Les Raisins de la colère de John Ford en 1940 —. Il contribue aussi, pour le tournage de quelques scènes seulement, aux Trois Mousquetaires (version de 1935) de Rowland V. Lee, à Stanley et Livingstone (1939) d'Henry King et à Duel au soleil (1946) de King Vidor — d'autres réalisateurs, dont lui-même, y collaborant sans être crédités —.

## Filmographie complète

### Comme assistant réalisateur
- 1927 : Ten Modern Commandments de Dorothy Arzner
- 1928 : Tu ne tueras pas ! (Ladies of the Mob) de William A. Wellman

### Comme réalisateur

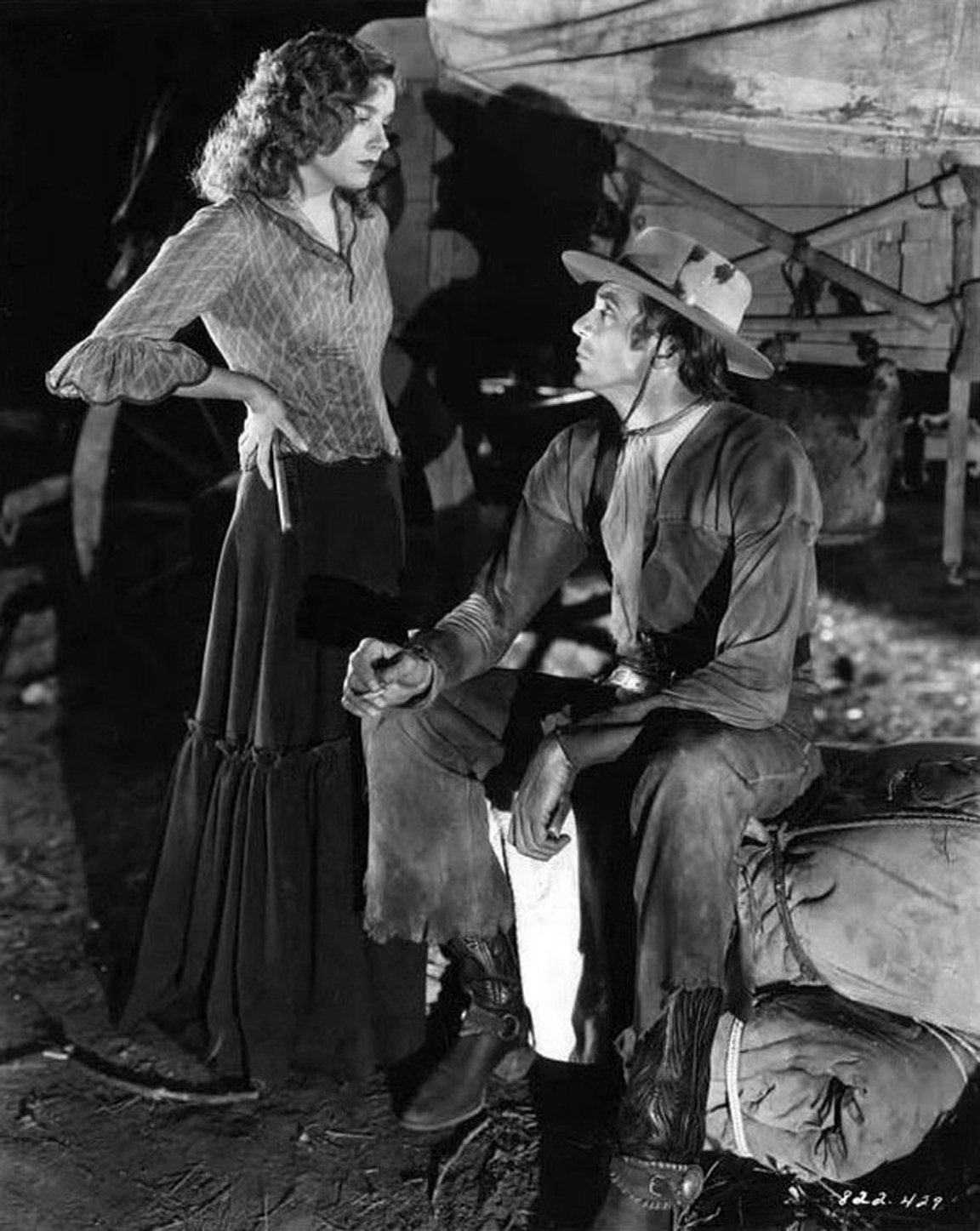
Lili Damita et Gary Cooper, dans L'Attaque de la caravane (1931)

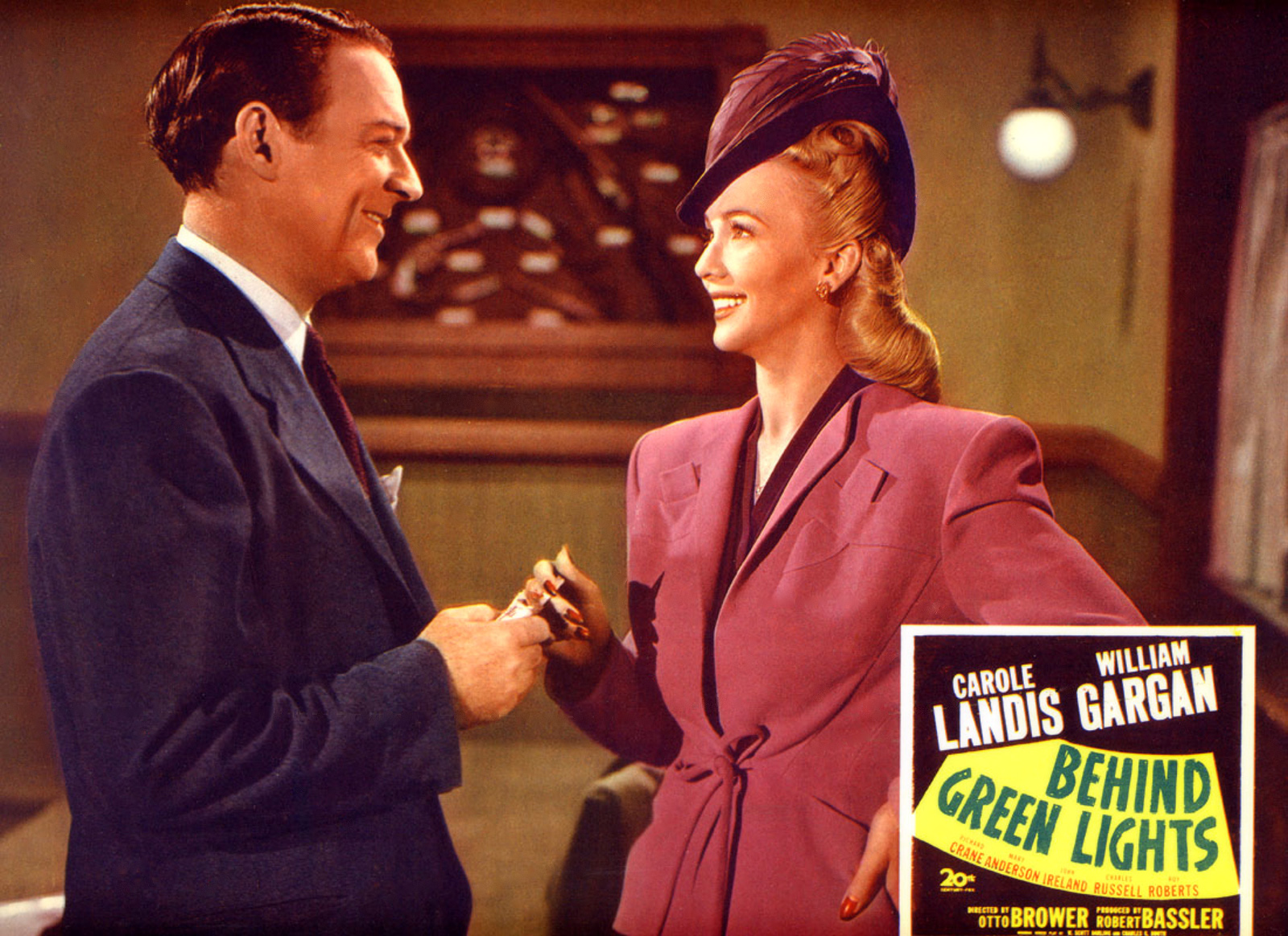
Poster de Behind Green Lights (1946)

(à part entière, sauf mention spécifique)
- 1928 : Avalanche, avec Jack Holt, Olga Baclanova
- 1929 : Sunset Pass, avec Jack Holt
- 1929 : Stairs of Sand, avec Wallace Beery, Jean Arthur
- 1930 : The Border Legion, avec Jack Holt, Fay Wray (coréalisé par Edwin H. Knopf)
- 1930 : Paramount on Parade (film à sketches, réalisateurs divers)
- 1930 : Galas de la Paramount (version espagnole de Paramount on Parade)
- 1930 : The Light of Western Stars (coréalisé par Edwin H. Knopf)
- 1930 : The Santa Fe Trail, avec Richard Arlen, Eugene Pallette (coréalisé par Edwin H. Knopf)
- 1931 : Clearing the Range (en), avec Hoot Gibson, Sally Eilers
- 1931 : L'Attaque de la caravane (Fighting Caravans), avec Gary Cooper, Lili Damita (coréalisé par David Burton)
- 1931 : Pleasure (en), avec Conway Tearle, Carmel Myers
- 1931 : Hard Hombre (en), avec Hoot Gibson
- 1931 : La Loi de la mer (Law of the Sea), avec William Farnum, Priscilla Dean
- 1932 : Apache, cheval de la mort (en) (The Devil Horse), avec Harry Carey, Noah Beery
- 1932 : The Local Bad Man (en), avec Hoot Gibson, Sally Blane
- 1932 : Gold, avec Jack Hoxie
- 1932 : Fighting for Justice (en), avec Tim McCoy
- 1932 : Spirit of the West (en), avec Hoot Gibson
- 1933 : Un rôle imprévu (en) (Scarlet River), avec Tom Keene, Lon Chaney Jr.
- 1933 : Cross Fire (en), avec Tom Keene, Edgar Kennedy
- 1933 : Lost in Limehouse, avec Laura La Plante, Walter Byron
- 1933 : Headline Shooter (en), avec William Gargan, Frances Dee
- 1933 : Straightaway (en), avec Tim McCoy, William Bakewell
- 1934 : Le Mystère du Colorado (en) (Mystery Mountain), avec Ken Maynard (serial, coréalisé par B. Reeves Eason)
- 1934 : Speed Wings (en), avec Tim McCoy, William Bakewell
- 1934 : I Can't Escape (en), avec Onslow Stevens, Lila Lee
- 1935 : Les Trois Mousquetaires (The Three Musketeers) de Rowland V. Lee, avec Walter Abel, Ian Keith, Margot Grahame (réalisateur des scènes de poursuite)
- 1935 : The Outlaw Deputy (en), avec Tim McCoy
- 1935 : The Phantom Empire, avec Gene Autry, Frankie Darro (serial, coréalisé par B. Reeves Eason)
- 1936 : Le Chant des cloches (Sins of Man), avec Jean Hersholt, Don Ameche (coréalisé par Gregory Ratoff)
- 1936 : Postal Inspector, avec Ricardo Cortez, Béla Lugosi
- 1938 : Speed to Burn (en), avec Lynn Bari, Henry Armetta
- 1938 : Démons de la route (en) (Road Demon), avec Henry Armetta, Bill Robinson
- 1939 : Winner Take All (en), avec Gloria Stewart
- 1939 : Barricade (en) de Gregory Ratoff, avec Alice Faye, Warner Baxter (réalisateur associé, non crédité)
- 1939 : Stanley et Livingstone (Stanley and Livingstone) d'Henry King, avec Spencer Tracy, Nancy Kelly (réalisateur des scènes de safari)
- 1939 : Stop, Look and Love (en), avec Jean Rogers, William Frawley
- 1939 : Too Busy to Work (en), avec Spring Byington

- 1940 : The Gay Caballero (en), avec Cesar Romero, Robert Sterling
- 1940 : Men with Steel Faces (version courte du serial pré-cité The Phantom Empire, 1935)
- 1940 : On Their Own (en), avec Spring Byington
- 1940 : Girl from Avenue A (en), avec Jane Withers, Kent Taylor
- 1940 : Youth Will Be Served (en), avec Jane Withers, Jane Darwell
- 1942 : Sex Hygiene (en), avec Charles Trowbridge, George Reeves (court métrage semi-documentaire, coréalisé par John Ford)
- 1942 : Little Tokyo, U.S.A. (en), avec Preston Foster, June Duprez
- 1943 : Dixie Dugan, avec James Ellison, Charlotte Greenwood
- 1946 : Duel au soleil (Duel in the Sun) de King Vidor (et divers réalisateurs non crédités)
- 1946 : Behind Green Lights, avec Carole Landis, William Gargan

### Comme réalisateur de seconde équipe
- 1935 : Votez pour moi (Thanks a Million) de Roy Del Ruth
- 1936 : Sous deux drapeaux (Under Two Flags) de Frank Lloyd
- 1936 : Le Jardin d'Allah (The Garden of Allah) de Richard Boleslawski
- 1936 : Saint-Louis Blues (Banjo on My Knee) de John Cromwell
- 1937 : Le Dernier Négrier (Slave Ship) de Tay Garnett
- 1938 : Suez d'Allan Dwan
- 1938 : Kentucky de David Butler
- 1939 : Le Brigand bien-aimé (Jesse James) d'Henry King
- 1939 : La Mousson (The Rains Came) de Clarence Brown
- 1940 : Les Raisins de la colère (The Grapes of Wrath) de John Ford
- 1940 : Shooting High (en) d'Alfred E. Green
- 1940 : L'Odyssée des Mormons (Brigham Young) d'Henry Hathaway
- 1941 : Les Pionniers de la Western Union (Western Union) de Fritz Lang
- 1941 : Soirs de Miami (Moon Over Miami) de Walter Lang
- 1942 : Filles des îles (Song of the Islands) de Walter Lang
- 1943 : Requins d'acier (Crash Dive) d'Archie Mayo
- 1944 : Buffalo Bill de William A. Wellman
- 1944 : Les Clés du royaume (The Keys of the Kingdom) de John M. Stahl
- 1945 : Crime passionnel (Fallen angel) d'Otto Preminger
- 1945 : Péché mortel (Leave Her to Heaven) de John M. Stahl

### Comme acteur
- 1920 : Excuse My Dust de Sam Wood
- 1922 : On the High Seas (en) d'Irvin Willat
- 1923 : La Force du sang (All the Brothers Were Valiant) d'Irvin Willat